# Idea malabarica
Espèce
Statut de conservation UICN

 NT  : Quasi menacé
Idea malabarica est une espèce de papillons de la famille des Nymphalidae, de la sous-famille des Danainae et du genre Idea.

## Taxinomie
Idea malabarica a été décrit par Frederic Moore en 1887 sous le nom initial de Hestia malabarica.

### Sous-espèces
- Idea malabarica malabarica

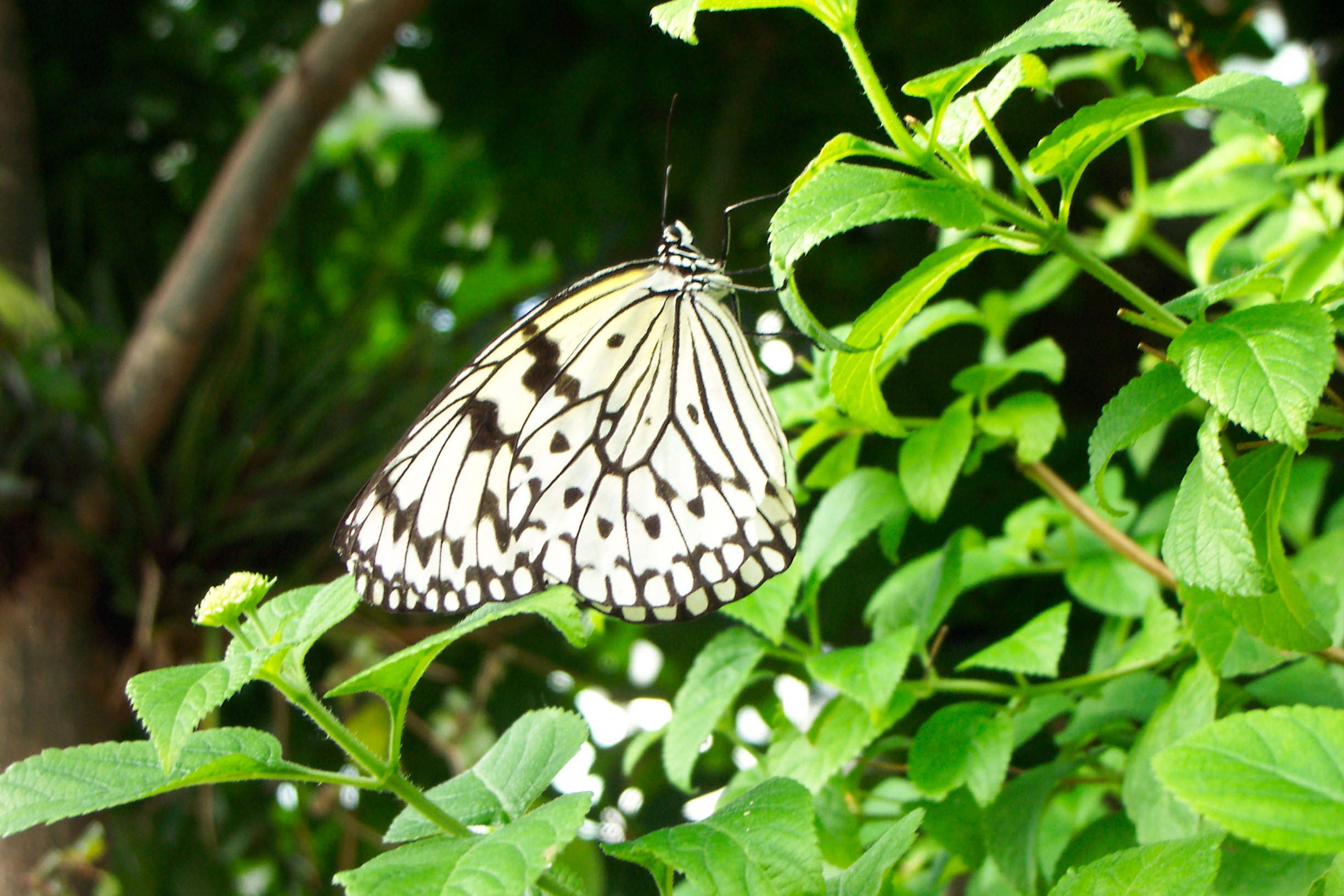
Revers

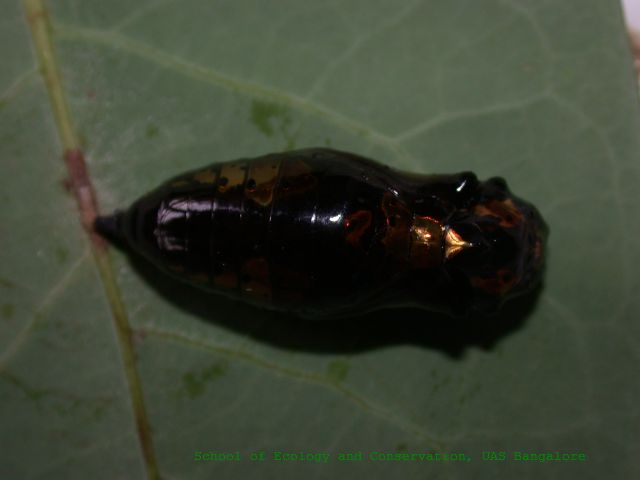
Chrysalide

- Idea malabarica kanarensis Moore, 1890[1].

### Nom vernaculaire
Idea malabarica se nomme Malabar Tree Nymph en anglais.

## Description
Idea malabarica est un grand papillon blanc veiné et orné de noir avec une ligne marginale de points noirs.
La chrysalide est de couleur marron foncé brillant.

## Biologie

### Plante hôte
La plante hôte de sa chenille est Aganosma cymosa.

## Écologie et distribution
Idea malabarica est présent dans le sud de l'Inde.

### Biotope
Idea malabarica réside.

### Protection
Il est listé NT.